# Perrecy-les-Forges
Perrecy-les-Forges ist ein Dorf und eine Gemeinde mit 1546 Einwohnern (Stand 1. Januar 2022) im französischen Département Saône-et-Loire in der Region Bourgogne-Franche-Comté. Bürgermeister seit 2008 ist Claudius Michel.

## Einzelnachweise

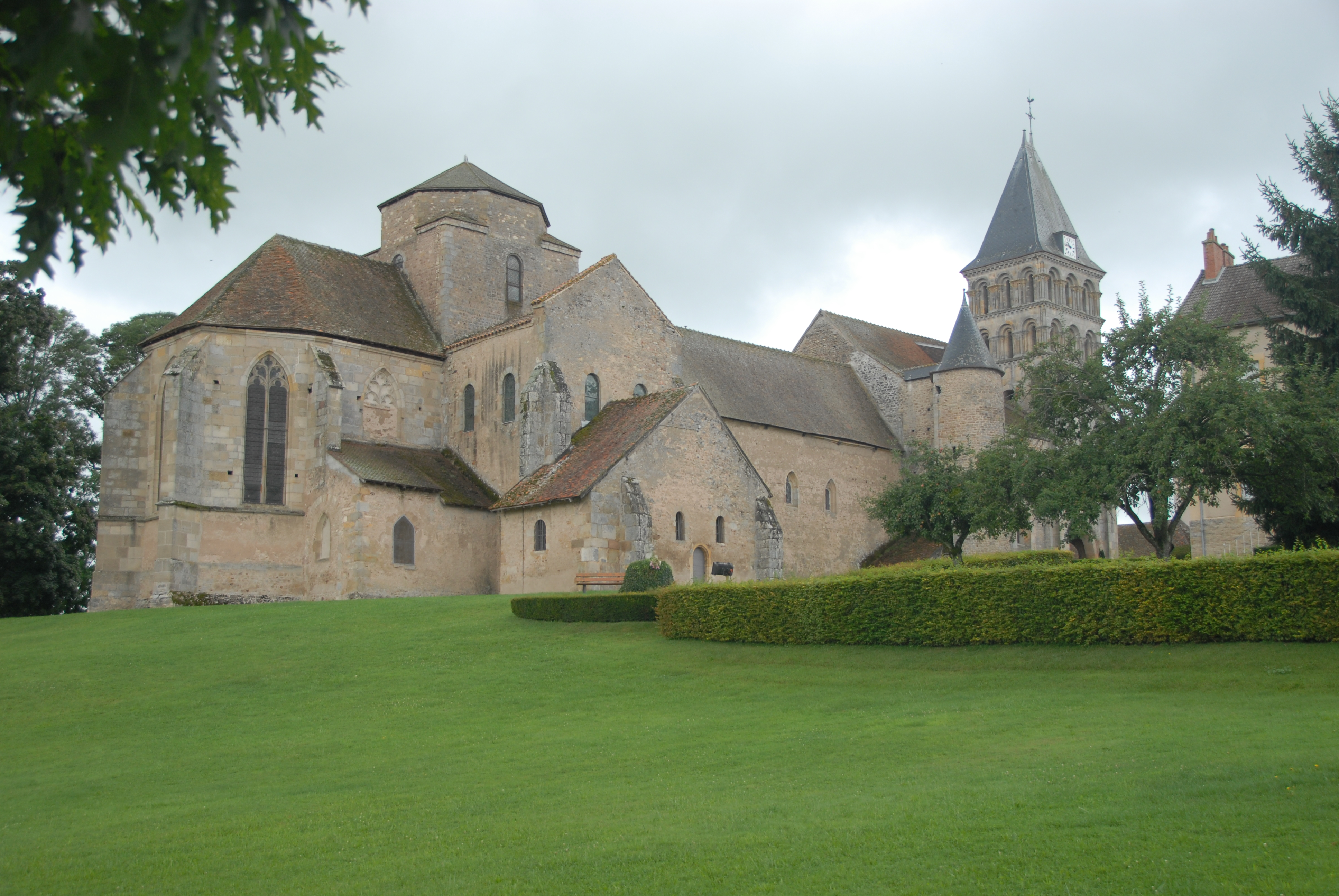
Prioratskirche von Osten

## Sehenswürdigkeiten
- Priorat Perrecy-les-Forges